# Castellet de Banyoles
El Castellet de Banyoles, a la població de Tivissa, a la Ribera d'Ebre, és el nom que rep l'indret on es poden trobar les restes arqueològiques del poblat iber més extens de la Catalunya meridional i les d'una fortificació medieval, conformant un conjunt declarat Bé cultural d'interès nacional. A partir d'un fragment de plom amb una prova d'encunyació de moneda, els arqueòlegs han proposat que el nom iber de l'assentament era Kum (en ibèric, ).
Prospeccions recents també han permès documentar les restes d'un campament militar romà situat a l'únic accés al poblat iber.

## Jaciment ibèric
Del jaciment, destaquen fortament les seves dues impressionants torres de defensa pentagonals de l'entrada, la seva estratègica situació a uns 115 metres sobre el curs del riu Ebre, els tresors que s'hi recuperaren i les seves dimensions (superfície màxima potencial propera als 42.000 m²). Dels estudis realitzats fins ara, sembla desprendre's la idea d'una ocupació perifèrica i d'un gran espai central públic.
Moltes de les peces arqueològiques més espectaculars, localitzades a l'assentament, es troben actualment al Museu d'Arqueologia de Catalunya de Barcelona. L'anomenat tresor de Tivissa fou descobert el 1927 i està format per quatre pàteres de plata daurada, diversos vasos d'argent i dos collarets. Anteriorment, el 1912, aparegueren un conjunt d'arracades, braçalets, anells i monedes i el 1925 un parell de bous de bronze.
De moment, les excavacions han fet palès només un únic nivell de destrucció corresponent a finals del segle iii aC, tot i que sembla existir una certa reocupació a finals del segle ii aC i durant el segle i aC. Sembla prou documentada la seva destrucció sobtada i violenta, probablement durant els darrers anys de la Segona Guerra Púnica i en relació amb les revoltes dels poblats indígenes esmentades per fonts històriques.
El conjunt del jaciment ibèric del Castellet de Banyoles està protegit com a Bé Cultural d'Interès Nacional per la seva declaració de monument historicoartístic i arqueològic nacional el 1978 (Reial Decret 2.947 de 27 d'octubre i BOE del 15 de desembre).

## Campament militar romà
A partir de diverses troballes realitzades entre el 1999 i el 2005, que demostren la presència d'un campament militar romà als inicis del segle ii aC, situat en un pla a uns 150 metres a l'est de l'entrada del jaciment i sobre el camí natural d'accés a l'antic poblat ibèric, s'ha començat el seu estudi i caracterització, amb importants troballes de material ceràmic i estris militars.

## Fortificació medieval
Les ruïnes de la fortificació, probablement del segle xii, estan situades dins el recinte del poblat ibèric excavat modernament. La construcció es troba en un lloc encimbellat, dominant la vall del riu Ebre. Es conserva un pany de paret de certa alçada, si bé la major part no arriba al metre d'alçada. És feta amb un encofrat de tàpia sobre una base de pedres irregulars disposades en filades. Queda envoltat per un fossat excavat a la roca, on hi ha forats que formen petits refugis. L'indret, anomenat caput de Bannoles està documentat des del 1153, com una afrontació del castell de Miravet. Es trobava inclòs dins la jurisdicció del castell de Tivissa.

## Imatges

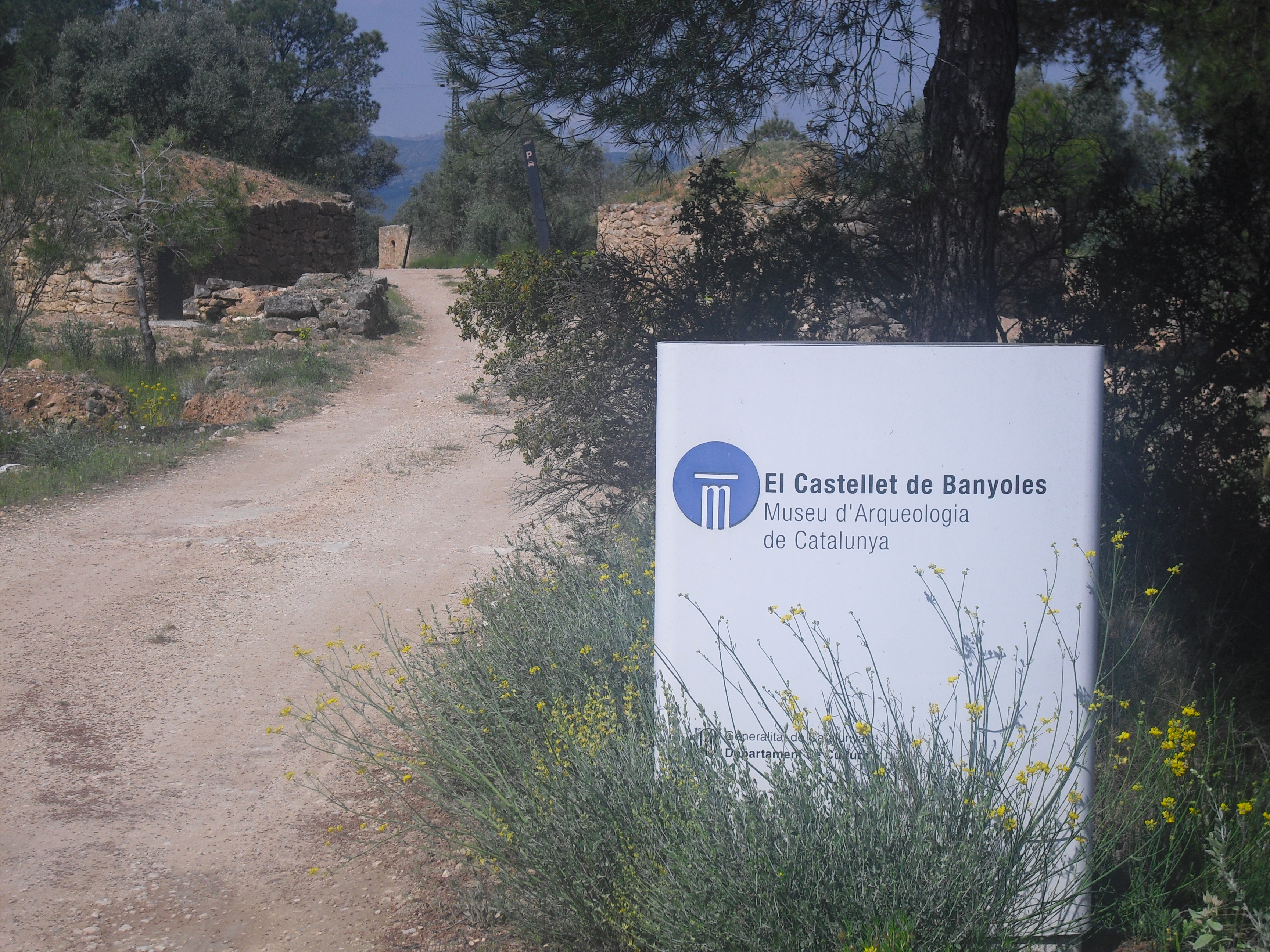
L'entrada al jaciment
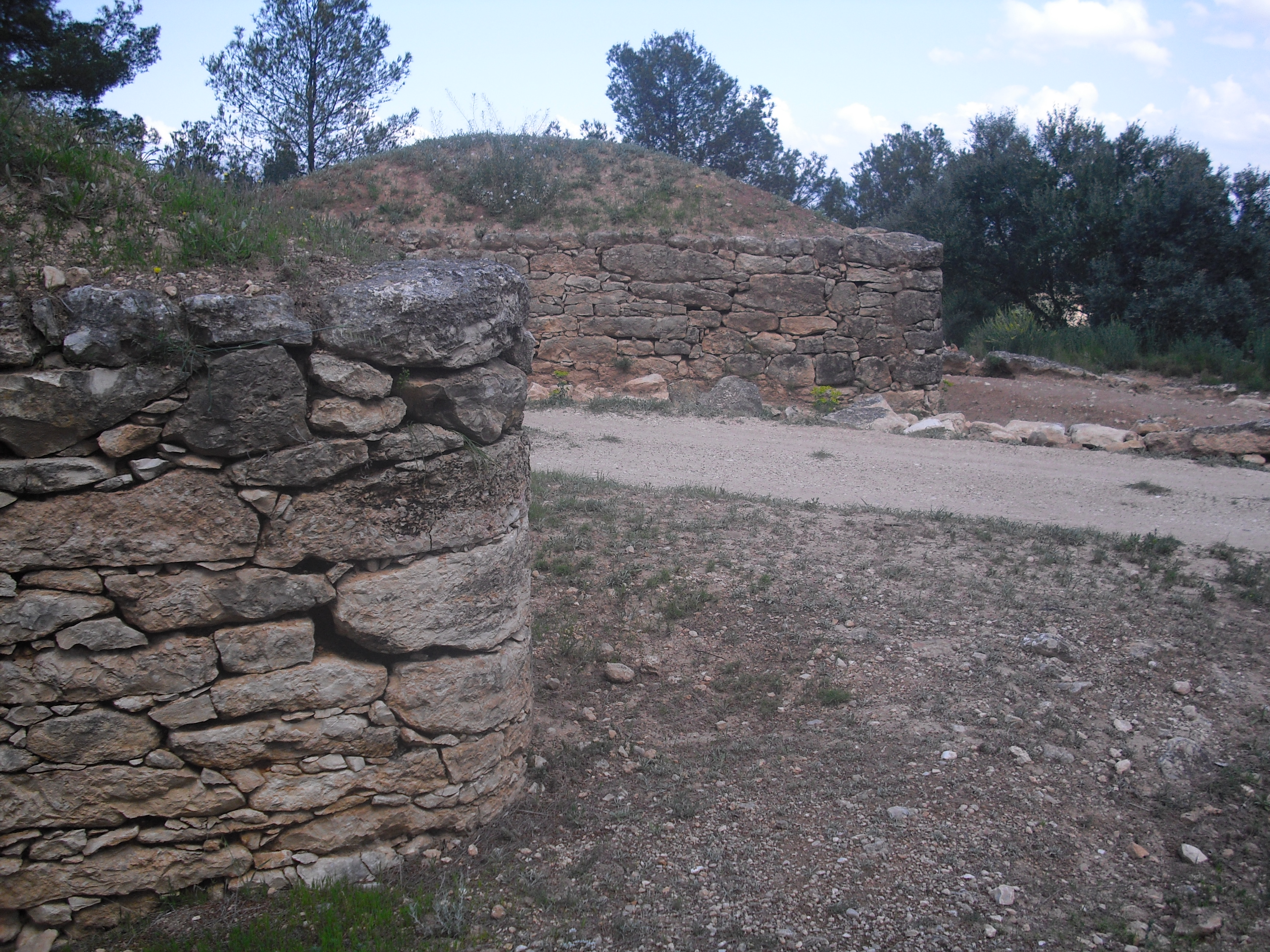
Detall de les torres pentagonals
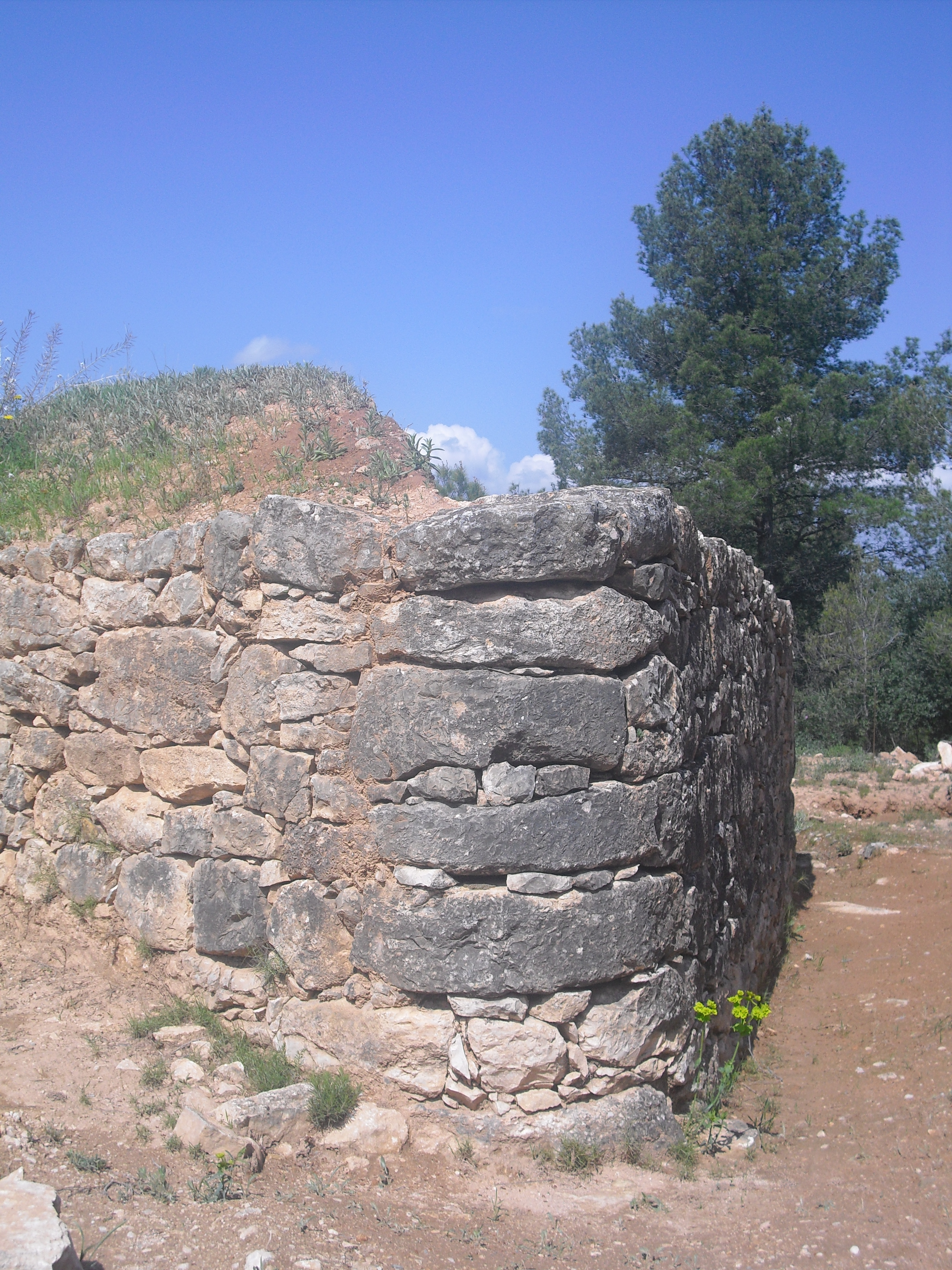
Detall d'una de les torres pentagonals
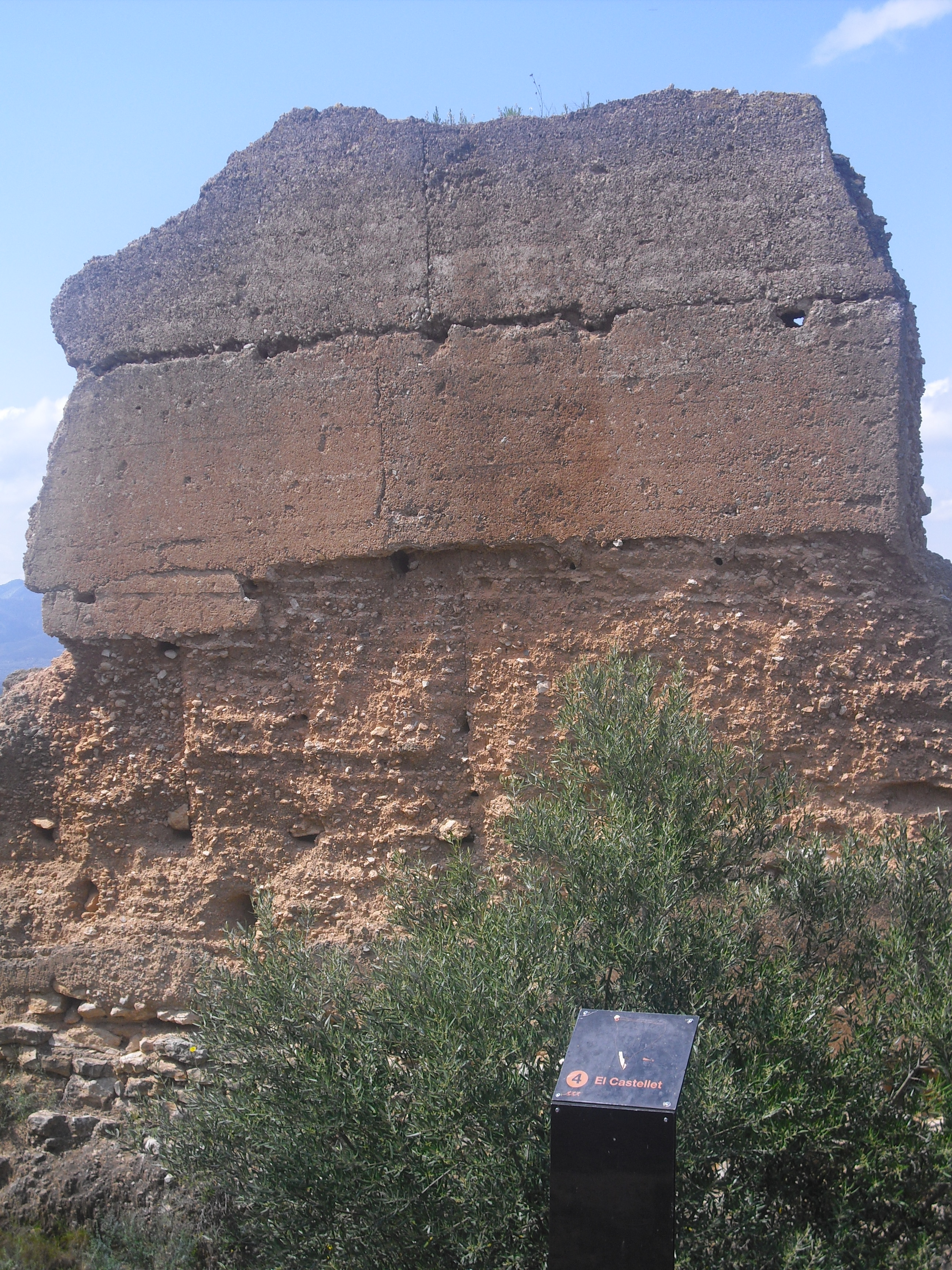
Restes de la fortificació que dona nom al poblat
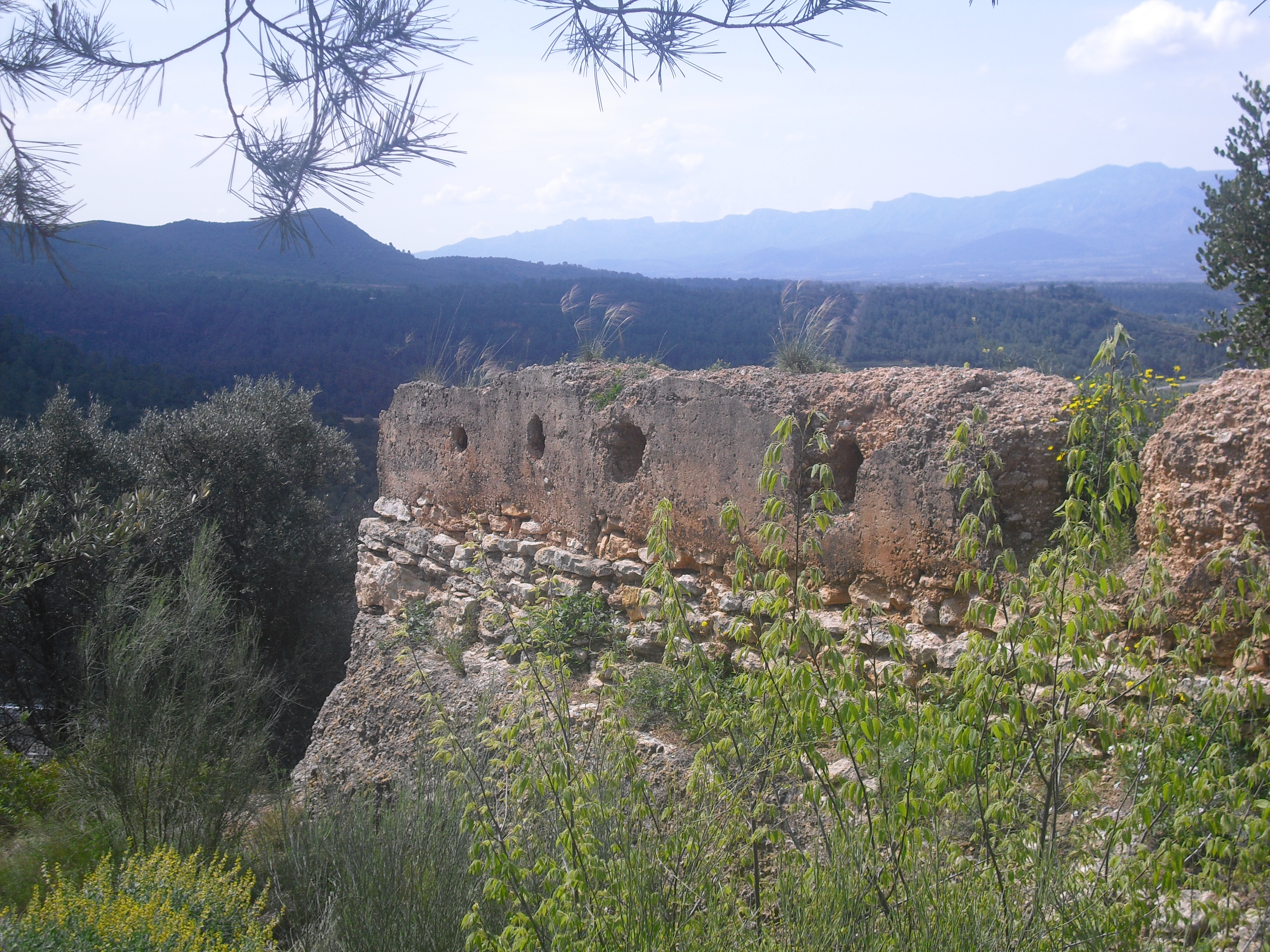
Detall de la fortificació, amb les espitlleres de defensa
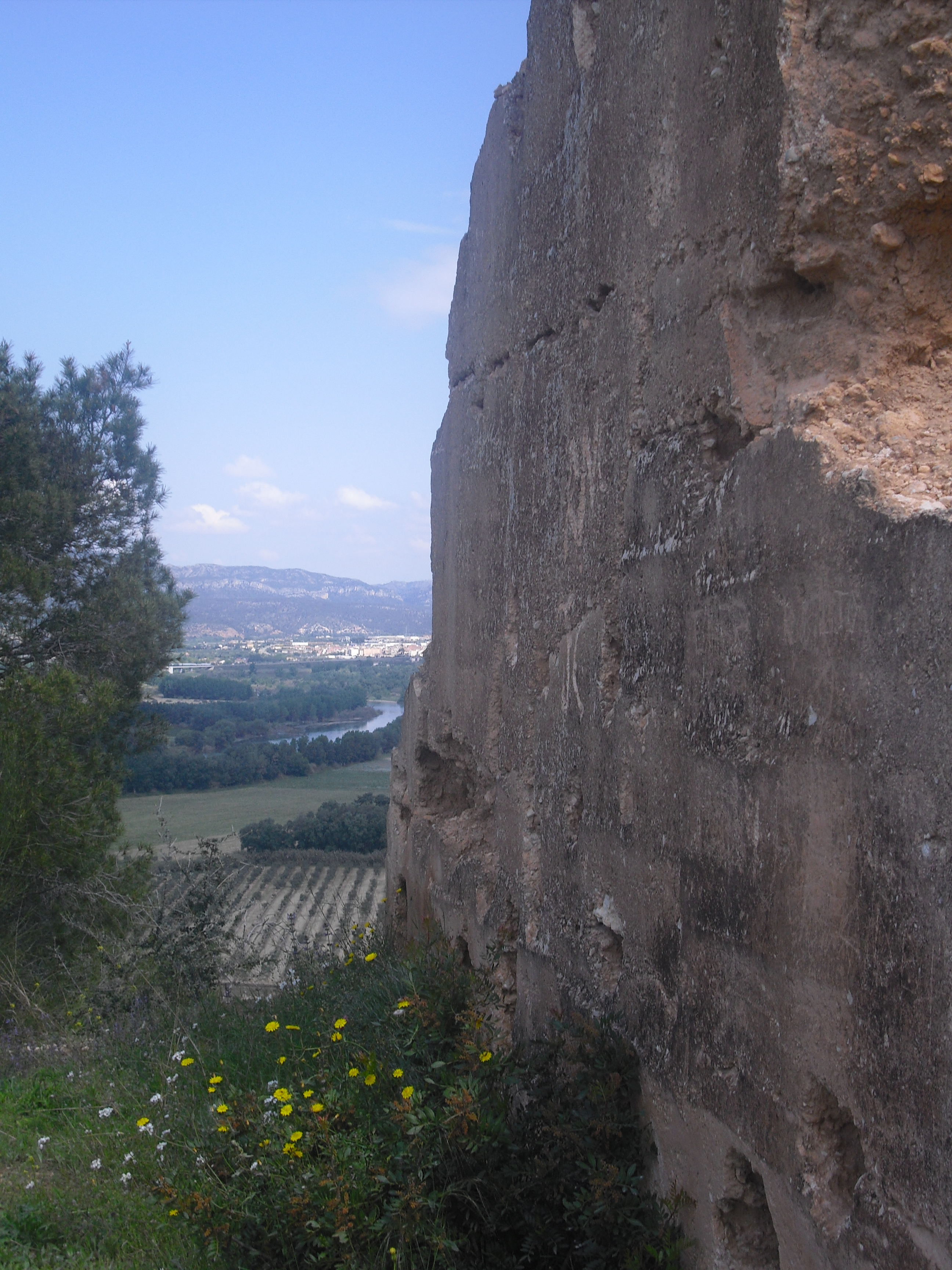
Detall de la fortificació, sobre el riu Ebre
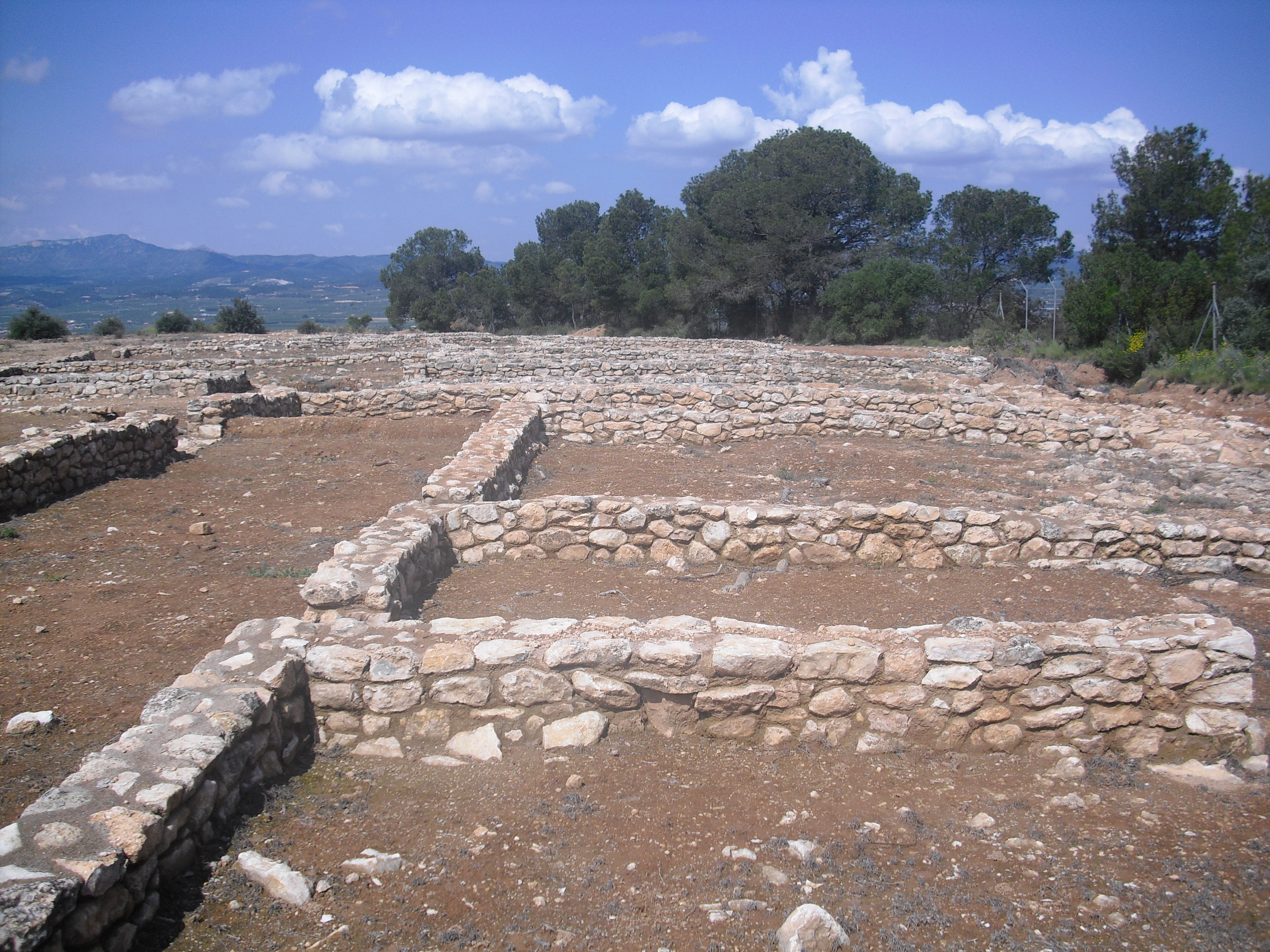
El barri d'habitatges de la zona nord-occidental del poblat